# 나진균
나진균(羅鎭均, 1968년 9월 25일 ~ )은 KBO 리그 LG 트윈스의 외야수였다. 충암초등학교, 충암중학교, 충암고등학교와 영남대학교, 서강대학교 언론대학원을 졸업했으며 한국야구연구소 소장으로 재직중이며 주식회사 두진테크윈의 대표이사이기도 하다. 
프로야구선수 출신으로 한국프로야구선수협회 초대사무총장과 대한야구협회 사무국장을 지냈다.